# Lorna
Lorna es un nombre femenino, que fue acuñado por primera vez por el autor británico Richard Doddridge Blackmore para la heroína de su novela Lorna Doone, del año 1869. R.D. Blackmore parece haber derivado este nombre del topónimo escocés Lorn / Lorne .   
En los EE. UU., según el censo de 1990, el nombre ocupa el puesto 572 de 4275; como apellido, Lorna ocupa el puesto 62296 de 88799.
El "Día nacional de Lorna" se celebra anualmente el 30 de abril. Comenzó originalmente en Staffordshire pero ahora es reconocido mundialmente.

## Personasnotables llamadas Lorna
- Lorna Anderson, soprano escocesa
- Lorna Zarina Aponte, rapera panameña
- Lorna Arnold, historiadora británica de los programas de armas nucleares del Reino Unido.
- Lorna Bennett, cantante de reggae jamaicana
- Dame Lorna May Boreland-Kelly, magistrada británica y miembro de la Comisión de Nombramientos Judiciales (Judicial Appointments Commission)
- Lorna Dee Cervantes, poeta chicana estadounidense
- Lorna Cordeiro, cantante de Goa, India
- Lorna Jane Clarkson, diseñadora de moda, empresaria y autora australiana.
- Lorna Crozier, poeta y ensayista canadiense
- Lorna Dewaraja (1929-2014), historiadora de Sri Lanka
- Lorna Dixon, custodia aborigen australiana y conservadora de la lengua Wangkumara
- Lorna Doom, bajista estadounidense de la banda de punk The Germs
- Lorna Feijóo, bailarina cubana de ballet
- Lorna Fitzgerald, actriz británica
- Lorna French, dramaturga británica
- Lorna Goodison, poeta jamaicana
- Lorna Grace Lipscombe, directora ejecutiva y fundadora de Heavenly Hause of Beauty, Essex, Inglaterra.
- Lorna Griffin, lanzadora de bala y lanzadora de disco estadounidense
- Lorna Hill, autora británica, principalmente de libros para niños.
- Lorna Kesterson, política estadounidense, primera mujer en ocupar el cargo de alcaldesa de Henderson, Nevada
- Lorna E. Lockwood, primera mujer presidenta del Tribunal Supremo estatal de EE. UU.
- Lorna Luft, cantante y actriz estadounidense, hija de Judy Garland y media hermana de Liza Minnelli
- Lorna Mahlock, general de brigada estadounidense (One Star) en el Cuerpo de Marines de los Estados Unidos
- Lorna Maitland, actriz estadounidense
- Lorna Maseko, chef y bailarina sudafricana
- Lorna McNee, cocinera escocesa
- Lorna Nyarinda, futbolista keniana
- Lorna Patterson, actriz estadounidense
- Lorna Raver, actriz estadounidense que interpretó a Sylvia Ganush en la película de terror de 2009, Arrástrame al infierno.
- Lorna Sage, crítica literaria y autora británica
- Lorna Simpson, fotógrafa estadounidense
- Lorna Slater, política escocesa nacida en Canadá y colíder de los Verdes escoceses (Scottish Greens)
- Lorna Tolentino, actriz de cine filipina
- Lorna Vinden, atleta canadiense en silla de ruedas
- Lorna Yabsley, actriz y fotógrafa británica
- Lornah Kiplagat, atleta keniata, naturalizada en los Paìses Bajos
- Lorna Berástegui, Madre de Violeta Gracia

## Personajes de ficción
- Lorna Doone, protagonista de la novela homónima de 1869 de Richard Doddridge Blackmore
- Lorna, la Chica de la Selva, personaje de cómics que debutó en 1953
- Lorna Dane, alter ego de la miembro femenina de X-Men, Polaris
- Lorna, protagonista de la película homónima de Russ Meyer de 1964
- Lorna, personaje principal de la película belga de 2008 El silencio de Lorna
- Lorna Morello, reclusa de mujeres en la serie de televisión de Netflix Orange Is the New Black
- Lorna, personaje de la miniserie animada Over the Garden Wall
- LORNA, protagonista del juego de arte del mismo nombre de 1983 de Lynn Hershman Leeson
- Lorna, hermana menor de Maggie Beare en la serie de televisión ABC Mother and Son (1984-1994)
- Lorna, personaje de cómic de Alfonso Azpiri, y protagonista del videojuego del mismo nombre
- Lorna de la serie de entretenimiento educativo MMORPG Mabinogi (juego) "Lorna & Pan's Fantasy Life!"
- Lorna McNessie, la hija del Monstruo del lago Ness de Monster High
- Lorna Shore, un personaje de la serie de cómics Batman Confidential, quien estuvo brevemente en una relación con Bruce Wayne.

## Otros usos
- Lorna, nombre aliado de la Segunda Guerra Mundial para el avión japonés Kyushu Q1W.
- Lorna Shore, banda de Deathcore del condado de Warren, Nueva Jersey.
- Lorna, una serie de historietas con guion de Cidoncha y dibujos de Alfonso Azpiri.

## Variantes
- Femenino: Lornah[5]

- Masculino: Lorn o Lorne[6]